# San Carlos (Mendoza)
San Carlos oder Villa San Carlos ist ein Ort in der Provinz Mendoza im Valle del Uco etwa 100 km südlich der Stadt Mendoza in Argentinien. San Carlos ist Hauptort des gleichnamigen Departamento San Carlos und liegt in den Anden auf einer Höhe von 942 Metern. Der Ort selbst hat etwa 6.000 Einwohner (im gesamten Departamento 27.353 Einwohner) und liegt nicht weit des Vulkans Maipo (5264 m) an dessen Fuß auf 3.300 Metern Höhe die sehenswerte Laguna del Diamante liegt, die in geeigneten Jahreszeiten besucht werden kann. Im Ort selbst liegt das historische El Fuerte de San Carlos des Generals José de San Martín aus dem Jahr 1770.